# Lijst van voetbalinterlands Australië - Brazilië (vrouwen)
Deze lijst van voetbalinterlands is een overzicht van alle officiële voetbalinterlands tussen de nationale vrouwenteams van Australië en Brazilië. De landen hebben tot nu toe 23 keer tegen elkaar gespeeld.

## Wedstrijden
| №  | Plaats          | Datum             | Competitie                         | Wedstrijd            | Uitslag            |
| -- | --------------- | ----------------- | ---------------------------------- | -------------------- | ------------------ |
| 1  | Jiangmen        | 1 juni 1988       | FIFA Women's Invitation Tournament | Australië − Brazilië | 1 − 0              |
| 2  | Uberlândia      | 15 april 1995     | Vriendschappelijk                  | Brazilië − Australië | 3 − 0              |
| 3  | Uberlândia      | 17 april 1995     | Vriendschappelijk                  | Brazilië − Australië | 2 − 3              |
| 4  | Portland        | 6 juni 1999       | Vriendschappelijk                  | Australië − Brazilië | 1 − 3              |
| 5  | Sydney          | 19 september 2000 | Olympische Spelen 2000             | Australië − Brazilië | 1 − 2              |
| 6  | Thessaloniki    | 11 augustus 2004  | Olympische Spelen 2004             | Brazilië − Australië | 1 − 0              |
| 7  | Tianjin         | 23 september 2007 | WK 2007                            | Brazilië − Australië | 3 − 2              |
| 8  | Suwon           | 19 juni 2008      | Vriendschappelijk                  | Australië − Brazilië | 1 − 0              |
| 9  | Mönchengladbach | 29 juni 2011      | WK 2011                            | Brazilië − Australië | 1 − 0              |
| 10 | Brisbane        | 6 april 2014      | Vriendschappelijk                  | Australië − Brazilië | 0 − 1              |
| 11 | Brisbane        | 9 april 2014      | Vriendschappelijk                  | Australië − Brazilië | 2 − 1              |
| 12 | Moncton         | 21 juni 2015      | WK 2015                            | Brazilië − Australië | 0 − 1              |
| 13 | Fortaleza       | 23 juli 2016      | Vriendschappelijk                  | Brazilië − Australië | 3 − 1              |
| 14 | Belo Horizonte  | 12 augustus 2016  | Olympische Spelen 2016             | Brazilië − Australië | 0 − 0 (n.p. 7 - 6) |
| 15 | Carson          | 3 augustus 2017   | Tournament of Nations              | Australië − Brazilië | 6 − 1              |
| 16 | Penrith         | 16 september 2017 | Vriendschappelijk                  | Australië − Brazilië | 2 − 1              |
| 17 | Newcastle       | 19 september 2017 | Vriendschappelijk                  | Australië − Brazilië | 3 − 2              |
| 18 | Kansas City     | 26 juli 2018      | Tournament of Nations              | Brazilië − Australië | 1 − 3              |
| 19 | Montpellier     | 13 juni 2019      | WK 2019                            | Australië − Brazilië | 3 − 2              |
| 20 | Sydney          | 23 oktober 2021   | Vriendschappelijk                  | Australië − Brazilië | 3 − 1              |
| 21 | Sydney          | 26 oktober 2021   | Vriendschappelijk                  | Australië − Brazilië | 2 − 2              |
| 22 | Brisbane        | 28 november 2024  | Vriendschappelijk                  | Australië − Brazilië | 1 − 3              |
| 23 | Robina          | 1 december 2024   | Vriendschappelijk                  | Australië − Brazilië | 1 − 2              |

## Samenvatting
| Competitie                         | Totaal gespeeld | Winst Australië | Gelijk | Winst Brazilië | Doelsaldo Australië – Brazilië |
| ---------------------------------- | --------------- | --------------- | ------ | -------------- | ------------------------------ |
| WK-eindronde                       | 4               | 2               | 0      | 2              | 6 − 6                          |
| Olympische Spelen                  | 3               | 0               | 1      | 2              | 1 − 3                          |
| FIFA Women's Invitation Tournament | 1               | 1               | 0      | 0              | 1 − 0                          |
| Tournament of Nations              | 2               | 2               | 0      | 0              | 9 − 2                          |
| Vriendschappelijk                  | 13              | 6               | 1      | 6              | 20 − 24                        |
| Totaal                             | 23              | 11              | 2      | 10             | 37 − 35                        |